# Patnagarh
Patnagarh é uma cidade no distrito de Balangir, no estado indiano de Orissa.

## Geografia
Patnagarh está localizada a 20° 43′ N, 83° 09′ L. Tem uma altitude média de 243 metros (797 pés).

## Demografia
Segundo o censo de 2001, Patnagarh tinha uma população de 18,685 habitantes. Os indivíduos do sexo masculino constituem 51% da população e os do sexo feminino 49%. Patnagarh tem uma taxa de literacia de 67%, superior à média nacional de 59.5%: a literacia no sexo masculino é de 76% e no sexo feminino é de 57%. Em Patnagarh, 11% da população está abaixo dos 6 anos de idade.